# Landessportbund Brandenburg
Der Landessportbund Brandenburg e. V. ist der Dachverband der Sportvereine und -verbände des Landes Brandenburg mit Sitz in Potsdam und ist Mitglied im Deutschen Olympischen Sportbund (DOSB). Der LSB Brandenburg gründete sich am 15. September 1990 und ging aus den DTSB-Bezirken Potsdam, Frankfurt (Oder) und Cottbus hervor. Aktuell gehören dem LSB Brandenburg 3.022 Sportvereine mit insgesamt 351.030 Mitgliedern an, was einem Organisationsgrad von gut 14 Prozent der Gesamtbevölkerung entspricht (Stand Januar 2019). Präsident des LSB Brandenburg ist Karl-Heinz Hegenbart. Er bekleidete das Amt des Vizepräsidenten für Breitensport und Sportentwicklung, bis er am 25. November 2023, mit großer Mehrheit, zum Nachfolger von Wolfgang Neubert, dem ehemaligen Präsidenten des LSB Brandenburg, gewählt wurde. Den Posten des Vorstandsvorsitzenden bekleidet derzeit Andreas Gerlach. Der LSB Brandenburg fördert den Breiten-, Wettkampf- und Spitzensport.
Informationen zur Sportpolitik des LSB, über die Brandenburgische Sportjugend, die Europäische Sportakademie Land Brandenburg sowie Informationen aus den Vereinen/Verbänden, den Stadt- und Kreissportbünden sowie über das Sportgeschehen im Land Brandenburg werden monatlich online im Sportjournal und tagesaktuell auf der Homepage des LSB veröffentlicht.

## Organisationsstruktur

### Organe

#### Landessporttag
Der Landessporttag ist das oberste Organ des LSB. Ihm obliegt die Beschlussfassung und Kontrolle in allen LSB-Angelegenheiten, soweit die Satzung diese Aufgaben nicht anderen Organen des LSB übertragen hat. Satzungsgemäß ist der Landessporttag alle vier Jahre einzuberufen. Er setzt sich zusammen aus den Vertretern der Mitgliederverbände, den Mitgliedern des Präsidiums, den Mitgliedern der Beschwerdekommission, den Kassenprüfern und dem Hauptgeschäftsführer. Die Beschlüsse werden mit der einfachen Mehrheit der Stimmen der anwesenden Stimmberechtigten gefasst. Stimmengleichheit gilt als Ablehnung. Satzungsänderungen bedürfen einer Zwei-Drittel-Mehrheit.
Zu den Aufgaben gehören unter anderem:
- die Entgegennahme der Berichte des Präsidiums, der Kassenprüfer/Kassenprüferinnen und der Beschwerdekommission,
- die Entlastung des Präsidiums,
- die Wahl des Präsidiums,
- die Beschlussfassungen zum Haushaltsplan und den Mitgliedsbeiträgen,
- die Beschlussfassung zu Satzungsänderungen,
- die Beschlussfassung über Anträge,
- die Auflösung des LSB.

#### Mitgliederversammlung
Die Mitgliederversammlung tritt jährlich zwischen den Landessporttagen zusammen. Es gilt der gleiche Stimmenanteil wie bei Landessporttagen. Die Mitgliederversammlung ist zuständig für die:
- der Entgegennahme der Berichte des Präsidiums,
- der Abwahl und Nachwahl von Mitgliedern des Präsidiums, der Beschwerdekommission und von Kassenprüfer/Kassenprüferinnen,
- der Ernennung von Ehrenmitgliedern.

#### Präsidium
Das Präsidium führt den brandenburgischen Landessportbund und erfüllt dessen Aufgaben im Rahmen und Sinne der Satzung und der Beschlüsse der Landessporttage und Mitgliederversammlungen. Neben Präsident Wolfgang Neubert gehören dem Präsidium des LSB Brandenburg derzeit noch drei Mitglieder als Vizepräsidenten an. Karl-Heinz Hegenbart ist Vizepräsident für Breitensport und Sportentwicklung. Wilfried Lausch bekleidet das Amt des Vizepräsidenten Leistungssport und Steffie Lamers ist Vizepräsidentin für den Bereich Bildung.

### Finanzierung
Der LSB Brandenburg finanziert sich in erster Linie über Mitgliedsbeiträge und Fördermittel. Letztere werden zu einem Großteil durch Förderprogramme an die LSB-Mitglieder weitergegeben. Im Rahmen des Förderprogramms Goldener Plan Brandenburg wurden dem LSB beispielsweise 14 Mio. Euro für die Sanierung von Sportstätten bis 2013 zur Verfügung gestellt.

### Aufgaben
Aufgabe des LSB ist die Förderung des Sports und die Koordinierung der dafür erforderlichen gemeinsamen Maßnahmen, die Vertretung der gemeinschaftlichen Interessen seiner Mitglieder gegenüber Bund, Land und Kommunen sowie in der Öffentlichkeit:
1. Förderung des Breiten-, Wettkampf- und Spitzensports,
2. Förderung des Sports ausgewählter Zielgruppen (darunter insbesondere der Kinder und Jugendlichen, der Behinderten und der Senioren),
3. Förderung der Aus- und Fortbildung im Sport,
4. Einbindung der Jugendarbeit und der Jugendsozialarbeit im Zusammenwirken mit der „Brandenburgischen Sportjugend“ (BSJ), insbesondere die Förderung der Jugendpflege einschließlich der Veranstaltung von Erholungsmaßnahmen sowie der Betrieb von Sport- und Jugendheimen, Ferienlagern, Jugendgästehäusern, Kindertagesstätten und Stätten der Jugendbildung,
5. Pflege und den Erhalt der Sportstätten,
6. Verbindung zur Sportmedizin ohne Unterschied der Sportart,
7. Berücksichtigung der Belange des Umwelt- und Naturschutzes,
8. Der LSB handelt in der Überzeugung, dass Doping mit den Grundwerten des Sports unvereinbar ist.

### Leitbild
Aktuell arbeitet der LSB gemeinsam mit seinen Mitgliedern an dem Strategiepapier Sportland Brandenburg 2030 – Die Strategie für starke Vereine. Mit dem Papier will das Sportland Brandenburg die Erfolge des im Jahr 2014 verabschiedeten Strategiepapiers „Sportland 2020 – Gemeinsam Perspektiven entwickeln“ fortsetzen und verstetigen. Es soll dem LSB und seinen Mitgliedsorganisationen künftig als strategischer Wegweiser dienen. Bereits seit Anfang des Jahres hatte der Landessportbund dazu in Zusammenarbeit mit der ESAB Fachhochschule für Sport und Management Potsdam Themen, Ideen und Anregungen aus den Mitgliedsvereinen und Verbänden aufgenommen und daraus eine erste Fassung des neuen Strategiepapiers entwickelt. Basis dafür waren die wissenschaftliche Auswertung des bisherigen Strategiepapiers, die Arbeit einer speziellen Arbeitsgruppe aus Verbänden und Vereinen sowie die bei drei Regionalkonferenzen gesammelten Ideen. Am 31. August 2019 wurde im Rahmen einer Sportentwicklungskonferenz der erste Entwurf des neuen Papiers konkretisiert.

## Tätigkeitsfelder

### Bildungseinrichtungen

#### Olympiastützpunkt Brandenburg
Der Olympiastützpunkt Brandenburg (OSP) fungiert als Service- und Betreuungseinrichtung für Topathleten verschiedener deutscher Spitzenverbände und investiert in die Nachwuchs- und Jugendarbeit im Leistungssport. Der Nachwuchsleistungssport stellt hierbei den Mittelpunkt der Konzeption dar. Auf Grundlage eines Schule-Leistungssport-Verbundsystems „Eliteschule des Sports“ erfolgt eine systematische Talentförderung, die die zahlreichen Landeskader an den Standorten Cottbus, Frankfurt (Oder) und Potsdam einschließt. Die Sportschulen des Landes Brandenburg ermöglichen den Sportlerinnen und Sportlern sowohl eine optimale Laufbahn einer hochqualifizierten sportlichen Ausbildung, als auch einer dementsprechend bestmöglichen schulischen Ausbildung mit Abschluss.

#### Europäische Sportakademie (ESAB)
Die Europäische Sportakademie Land Brandenburg (ESAB) setzt ihr Ziel der Förderung des Sports durch verbandliche, schulische, berufliche und akademische Aus-, Fort- und Weiterbildung um. Die ESAB unterstützt die Verständigung, Lebensqualität und persönliche Entwicklung aller Gruppen unserer Gesellschaft und Europas.

#### Brandenburgische Sportjugend Blossin
Das Jugendbildungszentrum Blossin ist die Jugendbildungsstätte der Brandenburgischen Sportjugend. Unter dem Leitthema "Naturnah tagen und relaxen" werden in Blossin vielfältige Programme, z. B. im Klettern, Inline-Skating, Surfen, und Seminare zu den Themen Internet, Abenteuer- und Erlebnispädagogik angeboten.
Die Brandenburgische Sportjugend ist die eigenständig tätige Jugendorganisation im Landessportbund Brandenburg. Ihre Mitglieder sind die in mehr als 2.500 Sportvereinen organisierten Kinder und Jugendlichen sowie deren Jugendvertreter. Die Brandenburgische Sportjugend vertritt die Interessen von Kindern und Jugendlichen im Alter bis 27 Jahren. Die Brandenburgische Sportjugend ist gemeinnützig und als freier Träger der freien Jugendhilfe anerkannt. Sie setzt sich für die Mitarbeit und Mitbestimmung junger Menschen in den Sportvereinen und -verbänden ein und möchte zu deren ganzheitlichen Entwicklung beitragen und unterstützt die Einheit von Nachwuchssport und Jugendarbeit. Durch ihre Arbeit will sie das Ehrenamt fördern und erreichen, dass möglichst viele Kinder und Jugendliche den Weg zum Sport im Verein finden. Durch Beratung, Anleitung und Begleitung sollen Mitgliedsorganisationen und Partner unterstützt werden. Gemeinsam mit Multiplikatoren und Institutionen werden jugendgerechte Angebote im gesamten Land Brandenburg entwickelt und umgesetzt.

### Projekte und Kampagnen
Die Arbeit des LSB konzentriert sich auf verschiedene Bereiche, für die es vielfältige Projekte, Kampagnen und Fördermaßnahmen gibt. Zu diesen Bereichen gehören u. a. Leistungssport, Breitensport, Kinder- und Jugendsport, Sport der Älteren, Mädchen- und Frauensport, Familiensport, Sportstätten sowie Sport und Umwelt. Für die Mitarbeit und Mitbestimmung junger Menschen in den Sportvereinen und -verbänden setzt sich vor allem die Brandenburgische Sportjugend (BSJ) ein.

## Ehrungen
Funktionäre und Mitglieder des LSB haben bereits zahlreiche Ehrungen für ihre Tätigkeiten in verschiedenen Bereichen erhalten. Der LSB vergibt aber auch selbst Ehrungen. Ehrenamtliche, die im brandenburgischen Sport aktiv sind, können über die Ehrenordnung des LSB ausgezeichnet werden. Dabei gibt es unterschiedliche Auszeichnungsstufen: Von der Ehrenurkunde, über verschiedene Ehrennadeln, bis hin zur Ehrenplakette und Ehrenmitgliedschaft. Der LSB vergibt außerdem jährlich einen Umweltpreis. Dieser soll Vereinsaktivitäten mit besonderem Vorbildcharakter publik machen und finanziell belohnen.

## Mitgliedsorganisationen
| Nr. | Name                               | Nr. | Name                            |
| --- | ---------------------------------- | --- | ------------------------------- |
| 1   | SSB Brandenburg an der Havel e. V. | 10  | KSB Oberhavel e. V.             |
| 2   | SSB Cottbus e. V.                  | 11  | KSB Oberspreewald-Lausitz e. V. |
| 3   | SSB Frankfurt (Oder) e. V.         | 12  | KSB Oder-Spree e. V.            |
| 4   | SSB Potsdam e. V.                  | 13  | KSB Ostprignitz-Ruppin e. V.    |
| 5   | KSB Barnim e. V.                   | 14  | KSB Potsdam-Mittelmark e. V.    |
| 6   | KSB Dahme-Spreewald e. V.          | 15  | KSB Prignitz e. V.              |
| 7   | KSB Elbe-Elster e. V.              | 16  | KSB Spree-Neiße e. V.           |
| 8   | KSB Havelland e. V.                | 17  | KSB Teltow-Fläming e. V.        |
| 9   | KSB Märkisch-Oderland e. V.        | 18  | KSB Uckermark e. V.             |

| Nr. | Name                                                               | Nr. | Name                                                 | Nr. | Name                                                                                     | Nr. | Name                                                         |
| --- | ------------------------------------------------------------------ | --- | ---------------------------------------------------- | --- | ---------------------------------------------------------------------------------------- | --- | ------------------------------------------------------------ |
| 1   | American Football u. Cheerleading Verband Berlin/Brandenburg e. V. | 17  | Handball-Verband Brandenburg e. V.                   | 33  | Ringerverband Brandenburg e. V.                                                          | 49  | Tennis-Verband Berlin-Brandenburg e. V.                      |
| 2   | Badminton-Verband Berlin-Brandenburg e. V.                         | 18  | Landesverband für Hochschulsport Brandenburg e. V.   | 34  | Landesverband Berlin-Brandenburg des Rad-Kraftfahrerbundes Solidarität Deutschland e. V. | 50  | Tischtennis-Verband Brandenburg e. V.                        |
| 3   | Baseball- u. Softballverband Berlin/Brandenburg e. V.              | 19  | Brandenburgischer Hockey-Sportverband e. V.          | 35  | Brandenburgischer Rollsport- und Inline-Verband e. V.                                    | 51  | Brandenburgischer Triathlon-Bund e. V.                       |
| 4   | Brandenburgischer Basketball-Verband e. V.                         | 20  | Brandenburgischer Judo - Verband e. V.               | 36  | Landesruderverband Brandenburg e. V.                                                     | 52  | Märkischer Turnerbund e. V.                                  |
| 5   | Behinderten-Sportverband Brandenburg e. V.                         | 21  | Brandenburg Ju-Jutsu-Verband e. V.                   | 37  | Rugby-Verband Brandenburg e. V.                                                          | 53  | Brandenburgischer Volleyball Verband e. V.                   |
| 6   | Brandenburgischer Billardverband e. V.                             | 22  | Landes-Kanu-Verband Brandenburg e. V.                | 38  | Landesschachbund Brandenburg e. V.                                                       | 54  | Brandenburgischer Wandersport- und Bergsteiger-Verband e. V. |
| 7   | Brandenburgischer Billardverband e. V.                             | 23  | Karate-Dachverband Land Brandenburg e. V.            | 39  | Schlittenhunde Sportverband Brandenburg e. V.                                            | 55  | Berlin-Brandenburger Wasserski-Verband e. V.                 |
| 8   | Fitness- und Bodybuildingverband Brandenburg e. V.                 | 24  | Sportkeglerverband Brandenburg e. V.                 | 40  | Landesschwimmverband Brandenburg e. V.                                                   | 56  | Floorball Verband Berlin-Brandenburg                         |
| 9   | Brandenburgischer Bogensportverband e. V.                          | 25  | Berlin-Brandenburgische Kick-Box Union e. V.         | 41  | Landesseesportverband Brandenburg e. V.                                                  |     |                                                              |
| 10  | Amateur-Box-Verband Land Brandenburg e. V.                         | 26  | Leichtathletik-Verband Brandenburg e. V.             | 42  | Verband Brandenburgischer Segler e. V.                                                   |     |                                                              |
| 11  | DLRG Landesverband Brandenburg e. V.                               | 27  | Luftsportlandesverband Brandenburg e. V.             | 43  | Landes-Skiverband Brandenburg e. V.                                                      |     |                                                              |
| 12  | Eissportverband Brandenburg e. V.                                  | 28  | LV Brandenburg für Modernen Fünfkampf e. V.          | 44  | Brandenburgischer Schützenbund e. V.                                                     |     |                                                              |
| 13  | Brandenburger Fechterbund e. V.                                    | 29  | Landesverband Motorbootsport Brandenburg e. V.       | 45  | Brandenburger SUMO - Verband e. V.                                                       |     |                                                              |
| 14  | Fußball-Landesverband Brandenburg e. V.                            | 30  | Landesfachverband Brandenburgischer Motorsport e. V. | 46  | Taekwondo-Verband Berlin/Brbg e. V.                                                      |     |                                                              |
| 15  | Gehörlosen-Sportverband Berlin-Brandenburg e. V.                   | 31  | Brandenburgischer Radsportverband e. V.              | 47  | Landestanzsportverband Brandenburg e. V.                                                 |     |                                                              |
| 16  | Brandenburgischer Gewichtheber- u. Fitneßverband e. V.             | 32  | Landesverband Pferdesport Berlin-Brandenburg e. V.   | 48  | Landestauchsportverband Brandenburg e. V.                                                |     |                                                              |